# Promising Young Woman Original Motion Picture Soundtrack
Das Soundtrack-Album mit der Musik für Promising Young Woman, ein Thriller von Emerald Fennell, wurde Anfang Dezember 2020 veröffentlicht.

## Entstehung

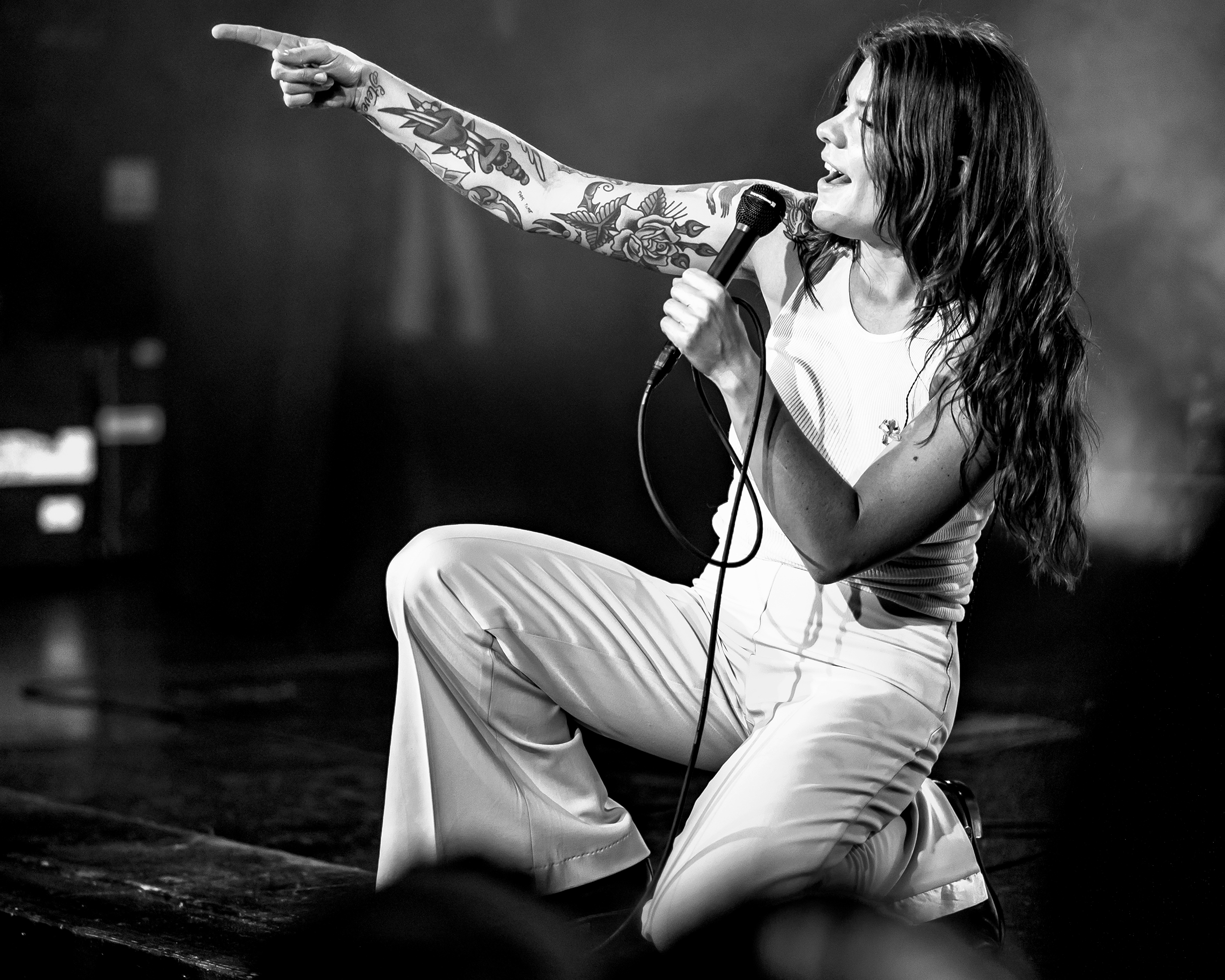
Donna Missal steuerte ihre Cover-Version von Nothing’s Gonna Hurt You Baby bei

Der Soundtrack wurde in kürzester Zeit mit einem für einen Independent-Film typischen kleinen Budget zusammengestellt. Bis auf die vom Komponisten der Filmmusik, Anthony B. Willis, aufgenommene Coverversion des Britney-Spears-Covers Toxic stammen alle Stücke von Künstlerinnen. Das Soundtrack-Album wurde größtenteils aus elektronischen, Folk- und Punk-Pop-Hymnen zusammengestellt. Donna Missal steuerte eine neuaufgenommene Cover-Version des Songs Nothing’s Gonna Hurt You Baby bei, im Original von Cigarettes After Sex. Der vorletzte Song Angel of the Morning stammt von der  US-amerikanischen Country-Popsängerin Juice Newton.

## Veröffentlichung
Im Oktober 2020 veröffentlichte Capitol Records die Cover-Version von  Nothing’s Gonna Hurt You Baby performed von Donna Missal als Download.
Das komplette Soundtrack-Album, das insgesamt 16 Musikstücke umfasst, sollte ursprünglich im April 2020 von Capitol Records als Download und auf CD veröffentlicht werden, erschien letztlich aber erst Anfang Dezember 2020.

## Titelliste
1. Boys (DROELOE Remix) – Charli XCX (3:36)
2. Last Laugh – FLETCHER (2:42)
3. Uh-Oh – CYN (3:11)
4. Selenas – Maya B (3:27)
5. He Hit Me (And It Felt Like a Kiss) – Carmen DeLeon (2:35)
6. Nothing’s Gonna Hurt You Baby – Donna Missal (3:17)
7. Nihilist – MUNA (3:25)
8. It’s Raining Men – DeathbyRomy (3:43)
9. Can’t Help the Way I Feel – Lily & Madeleine (3:14)
10. Stars Are Blind – Paris Hilton (3:58)
11. Come and Play with Me – DeathbyRomy (3:08)
12. Drinks – CYN (2:30)
13. Ur Eyes – BLESSUS (4:30)
14. Downhill Lullaby – Sky Ferreira (5:31)
15. Angel of the Morning – Juice Newton (4:12)
16. Toxic – Anthony Willis (1:51)

## Rezeption
Pat Brown schreibt in seiner Kritik im Slant Magazine, wie der Film selbst sei auch sein unverwechselbarer Soundtrack aus elektronischen, Folk- und Punk-Pop-Hymnen oft konfrontativ und einladend zugleich.

## Auszeichnungen
Hollywood Music in Media Awards 2021
- Nominierung als Bestes Soundtrack-Album[7]